# 32
32 (XXXII) fue un año bisiesto comenzado en martes del calendario juliano, en vigor en aquella fecha. En el Imperio romano, era conocido como el Año del consulado de Gneo Domicio Enobarbo y Lucio Arruncio Camilo Escriboniano (o menos frecuentemente, año 785 Ab urbe condita). La denominación 32 para este año ha sido usado desde principios del período medieval, cuando la era A. D. se convirtió en el método prevalente en Europa para nombrar a los años.

## Acontecimientos
- 3 de septiembre: México: primeros documentos escritos de América en estelas de época Olmeca tardía (ver Tres Zapotes)
- Palmira: Construcción del templo de Bel.

## Nacimientos
- 25 de abril: Otón (f. 69), emperador romano en el año 69 (el año de los cuatro emperadores).

## Fallecimientos
- Lucio Calpurnio Pisón (n. 48 a. C.), general y político romano.